# Понтийская Википедия
Понти́йская Википе́дия (понт. Ποντιακή Βικιπαίδεια) — раздел Википедии на понтийском языке (диалекте).

## История
Инициаторами создания раздела стали греческий экспатриант Илиас Григориадис, живший в немецком Оберхаузене, греческий экспатриант Эфстафиос Пападопулос, живший в Эльвангене и Константинос Григорудис из Салоник, который был родом с Каппадокии, которые познакомились посредством интернета благодаря общему интересу к понтийской тематике.
Заявка на создание раздела была подана 19 сентября 2007 года, а 23 сентября того же года в Викиинкубаторе раздел был запущен в тестовом режиме. К ним примкнули ещё 2 участника: Захариас Диакониколау и Ангелос Палиудакис, которые, хоть и не были понтийцами по происхождению, но горячо поддержали проект. Главная цель создателем нового раздела виделась в том, чтобы охватить «понтийские темы», например «статьи о культуре, истории понтийцев, городах Понта, танцах или даже кулинарных рецептах, а также статьи о зарубежных странах, современные кинофильмы, футбольные команды или что-то еще, что соответствует критерию энциклопедичности».

Это отличная возможность для 3-4 миллионов греков понтийского происхождения <…>, с одной стороны, показать своё присутствие на всемирно известном сайте (Википедия), с другой стороны, иметь все основания чувствовать особую гордость за это историческое событие, поскольку язык, имеющий трёхтысячелетнюю историю в дальнейшем будет более, чем разговорным, служа не только для чтения анекдотов, коротких стихотворений и плачей, но как полноценное средство коммуникации и носитель их живой культуры.
Оригинальный текст (греч.)Είναι μια μεγάλη ευκαιρία για τους περίπου 3 με 4 εκατομμύρια Έλληνες ποντιακής καταγωγής (ένας εξ΄αυτών και ο γράφων) αφενός μεν να δείξουνε παρουσία σε έναν ιστότοπο παγκοσμίως γνωστό (Wikipedia), αφετέρου δε να έχουν κάθε λόγο να αισθάνονται ιδιέτερα υπερήφανοι για το ιστορικό αυτό γεγονός, καθώς η ηλικίας 3 χιλιετιών γλώσσα τους, στο εξής, θα είναι — πέρα από καθομιλουμένη — περισσότερο χρήσιμη και δε θ΄αποτυπώνεται πλέον μόνο για την απαγγελία ανέκδοτων, μικρών ποιημάτων και μοιρολογιών, αλλά και ως ένα πλήρες μέσο επικοινωνίας και φορέας του ζωντανού πολιτισμού τους.

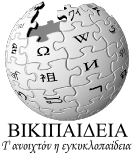
Старый вариант логотипа проекта

7 января 2009 года было получено разрешение на его выделение в отдельный проект с присвоением кода pnt, и уже 5 марта того же года Понтийская Википедия начала работу по адресу pnt.wikipedia.org. На момент официального открытия содержала 165 статей. Инициаторы создания проекта надеялись на помощь всех, кто владеет понтийским языком.
К концу года число статей планировали довести до 1000, провести первую offline-встречу участников раздела, а также содействовать созданию раздела Википедии на древнегреческом языке. Сайт tanea.gr в мае 2009 года писал, что Понтийская Википедия — шаг вперёд в отношении традиционных способов, которыми молодые люди понтийского происхождения узнавали о своей родине, языке, музыке и традициях, приводя слова Эфстафиоса Пападопулоса: «Молодые люди становятся членами понтийских культурных объединений. Мы сделали важный шаг, объединив новые технологии с традициями и историей, и у нас есть хороший результат».
24 мая 2009 года была написана 200-я статья, но в дальнейшем раздел развивался очень медленно. На октябрь 2010 года в разделе было 310 статей и пять активных редакторов.

## Особенности
Основная часть раздела написана с использованием греческого алфавита, главная страница также доступна на латинице (греклиш).
По состоянию на 19:51 (UTC) 16 июля 2025 года раздел содержит 490 статей, занимая по этому параметру 328-е место среди всех языковых разделов.
В разделе зарегистрировано 11 763 участника, один из них имеет статус администратора; 11 участников совершили какие-либо действия за последние 30 дней; общее число правок за время существования раздела составляет 36 206.